# Neuzelle
Neuzelle (em baixo sorábio: Nowa Cala) é um município da Alemanha, situado no distrito de Oder-Spree, no estado de Brandemburgo. Tem 135,00 km² de área, e sua população em 2019 foi estimada em 4.284 habitantes.